# مخروط الرأس

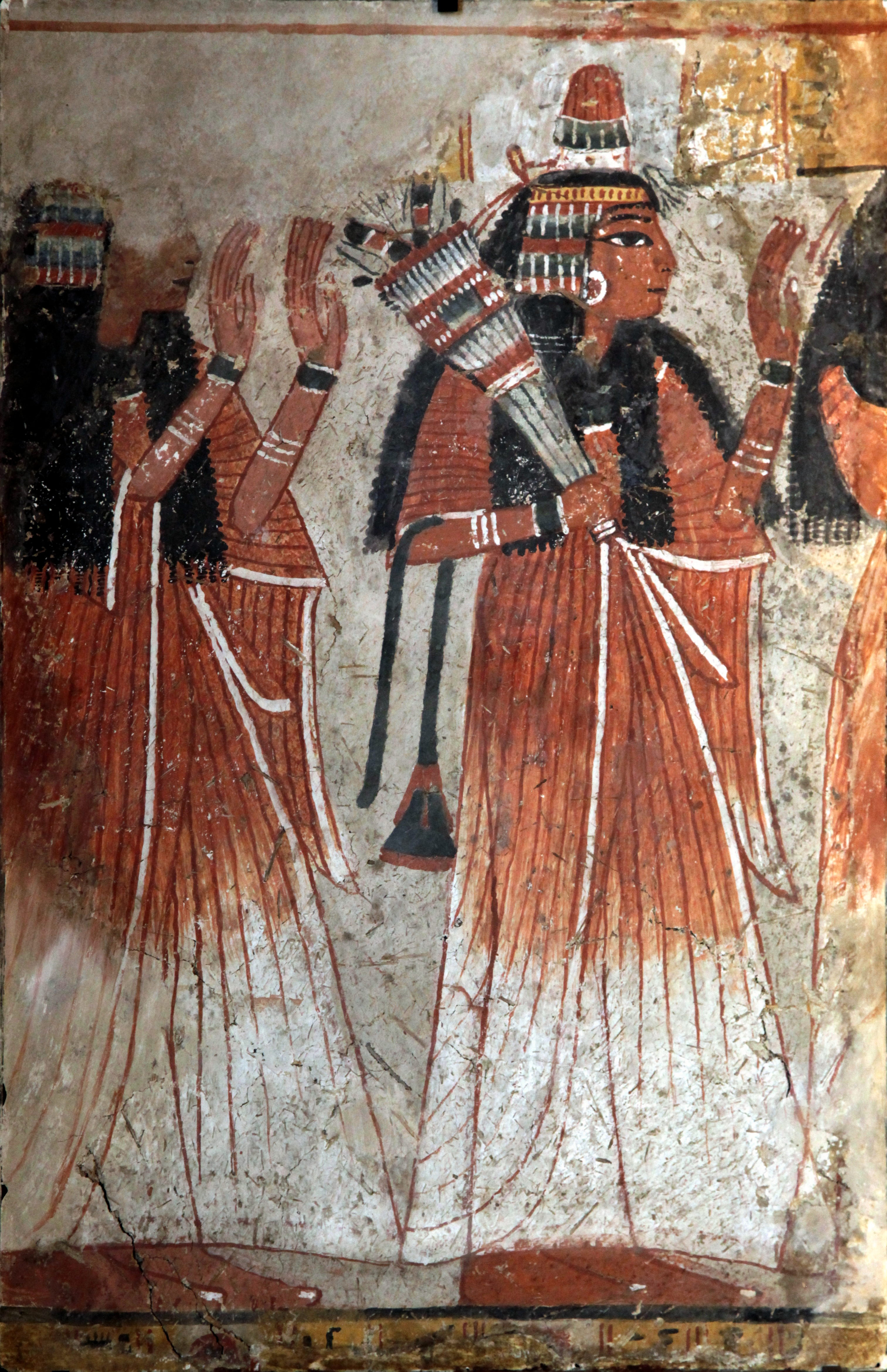
لوحة تعود للقرن الثالث عشر قبل الميلاد تُظهر نساء يرتدين ملابس احتفالية، واحدة على الأقل ترتدي مخروطًا للعطر.

كان مخروط الرأس، والمعروفة أيضًا باسم مخروط العطر أو مخروط الشمع ، نوعًا من الزخارف المخروطية التي كانت تلبس فوق الرأس في مصر القديمة. غالبًا ما يتم تصويرها على لوحات ونقوش بارزة من العصر، ولكن لم يتم العثور عليها كدليل أثري حتى عام 2019.

## زي مخروط الرأس
غالبًا ما تُصوَّر النساء اللواتي يرتدين الأقماع مرتديات فستانًا طويلًا شفافًا مع ثنية من الفستان ملفوفة على الكتف الأيسر. في التلوين، غالبًا ما يشبه الفستان المخروط نفسه. تنورة الفستان بيضاء بينما الجزء العلوي بلون برتقالي أو كهرماني. أحيانًا يتم رسم الخطوط والتمايل المميزة عبر الجزء البرتقالي وفوق ذراعي المرأة، وغالبًا ما ينتهي الجزء السفلي من الجزء البرتقالي بنمط معرق يبدو أنه يتلاشى في الجزء الأبيض من الفستان.
يرتدي كل من الرجال والنساء الذين يرتدون المخروط دائمًا طوق رأس مع زخرفة تدور حول مقدمة وجوانب الرأس، مع خيط يدور حول الظهر. يمكن أحيانًا رؤية فرقة مماثلة تدور حول المخروط نفسه. تزين زهرة اللوتس الجزء الأمامي من عصابة الرأس، أو تخرج أحيانًا من مقدمة الشريط أو تخرج من المخروط نفسه. في حالات قليلة حيث لا توجد زهرة لوتس على الرأس، يمكن رؤيتها بدلاً من ذلك في يد مرتديها بالقرب من وجههم. نظرًا لتصوير هذه الحالات بجوار أشخاص آخرين يرتدون الزهرة ، فقد يُفترض أن مرتديها قد أزال الزهرة بغرض شمها.
في عدد قليل من الصور، حيث يحضر العديد من النساء الجالسات فتيات صغيرات عاريات، يمكن ملاحظة أن واحدة أو اثنتين من النساء لا ترتدي عقالًا. تتدلى من أيدي الفتيات شرائط بيضاء، وقد يُفترض أن الفتيات بصدد توزيع العصابات. فتيات أخريات يحملن مخاريط في أيديهن أثناء رعاية النساء.

## دور
من المفترض أن تكون مخاريط العطر مصنوعة من خليط من الزيوت والراتنجات والدهون وتحتوي على نبات المر. تظهر صور العصر أشخاصًا يرتدونها على الشعر المستعار أو على الرؤوس المحلوقة. الذوبان البطيء للمخاريط بسبب حرارة الجسم كان من شأنه أن ينشر العطر.

## تصوير
يعود أول تصوير معروف لأقماع العطور إلى عهد حتشبسوت، في مشاهد مأدبة أو جنازة. منذ ذلك الحين، غالبًا ما يتم رؤيتهم في مشاهد العبادة والجنازات. من الفترة الانتقالية الثالثة، اقتصر تصويرهم على مشهد العبادة.

يختلف شكل الأقماع خلال الأسرتين الثامنة عشرة والتاسعة عشرة، مما يشكل وسيلة مساعدة في تحديد تاريخ الأعمال. من الأسرة العشرين فصاعدًا، أصبح تصوير الأقماع تخطيطيًا.
- امرأة ترتدي مخروطًا عطريًا، حوالي 1422-1411 قبل الميلاد
- عازفات يرتدين مخروط عطري، حوالي 1400 قبل الميلاد
- كاهن يرتدي مخروط العطر، حوالي 900 قبل الميلاد
- لوحة للسيدة تجيبو، 1390-1353 قبل الميلاد
- عازفة ترتدي مخروط عطري
- امرأة ترتدي مخروطًا عطريًا، 1350-1300 قبل الميلاد